# Международная федерация спортивной стрельбы
Международная федерация спортивной стрельбы (англ. International Sport Shooting Federation, ISSF) — международная спортивная организация, которая координирует деятельность входящих в её состав национальных федераций стрельбы. Контролирует проведение международных соревнований по стрелковым видам спорта, вносит изменения в правила соревнований и их судейство.

## История
Международные соревнования по стрельбе впервые были проведены на Олимпийских играх 1896 года в Афинах (Греция), а в 1897 году в Лионе (Франция) прошёл первый чемпионат мира. Однако, руководящая соревнованиями организация была создана только в 1907 году. В неё вошли семь национальных федераций: шесть из Европы (Австрия, Бельгия, Франция, Греция, Италия, Голландия) и одна из Южной Америки (Аргентина). Представители этих спортивных федераций 17 июля 1907 года в Цюрихе (Швейцария) учредили новую международную организацию под названием Международный союз национальных стрелковых федераций и ассоциаций (англ. International Union of National Shooting Federations and Associations, фр. L’Union Internationale des Fédérations et Associations nationals de Tir), а сама встреча в Швейцарии считается первой Генеральной ассамблеей ISSF .
В 1915 году Союз был временно распущен, а 8 января 1921 года — воссоздан в Париже как Международный стрелковый союз (фр. Union International de Tir, UIT), объединивший 14 стран Европы, Азии и Америки. В 1939 году деятельность организации вновь была приостановлена, а в августе 1947 года — организован Международный союз стрелкового спорта (УИТ) в составе 13 стран. Новое название, Международная федерация стрелкового спорта (ИССФ), союз получил 15 июля 1998 года по решению Генеральной ассамблеи УИТ.
30 ноября 2022 года на 70-й Генеральной Ассамблее Лучано Росси был избран президентом Международной федерации спортивной стрельбы (ISSF).

## Соревнования и рекорды
Международная федерация спортивной стрельбы признаёт следующие соревнования как чемпионаты ИССФ:
- Олимпийские игры (проводятся раз четыре года);
- Чемпионаты мира по стрельбе (проводятся по пулевой стрельбе раз четыре года, а по стендовой стрельбе — раз в два года);
- Кубки мира (проводятся четыре раза в год плюс финал, только в олимпийских дисциплинах);
- Региональные чемпионаты, такие как чемпионат Европы и пан-американские игры (регулярность проведения определена на региональном уровне).

По этим соревнованиям установлено прямое наблюдение комитетов Федерации, в них могут быть установлены мировые рекорды.

## Стрелковые дисциплины
Международная федерация спортивной стрельбы признаёт в настоящее время 32 упражнения (19 мужских,13 женских и 1 смешанную команду) в четырёх дисциплинах.

### Винтовка
| №  | Название                       | Муж./Жен.         | ОИ |
| -- | ------------------------------ | ----------------- | -- |
| 1  | Винтовка с трёх позиций, 300 м | Mужчины           |    |
| 2  | Винтовка лёжа, 300 м           | Mужчины           |    |
| 3  | Стандартная винтовка, 300 м    | Mужчины           |    |
| 4  | Винтовка с трёх позиций, 50 м  | Mужчины           | ✔  |
| 5  | Винтовка лёжа, 50 м            | Mужчины           |    |
| 6  | Пневматическая винтовка, 10 м  | Mужчины           | ✔  |
| 7  | Винтовка с трёх позиций, 300 м | Женщины           |    |
| 8  | Винтовка лёжа, 300 м           | Женщины           |    |
| 9  | Винтовка с трёх позиций, 50 м  | Женщины           | ✔  |
| 10 | Винтовка лёжа, 50 м            | Женщины           |    |
| 11 | Пневматическая винтовка, 10 м  | Женщины           | ✔  |
| 12 | Пневматическая винтовка, 10 м  | смешанная команда | ✔  |

### Пистолет
| №  | Название                        | Муж./Жен. | ОИ |
| -- | ------------------------------- | --------- | -- |
|    |                                 |           |    |
| 12 | Произвольный пистолет, 50 м     | Mужчины   | ✔  |
| 13 | Скоростной пистолет, 25 м       | Mужчины   | ✔  |
| 14 | Крупнокалиберный пистолет, 25 м | Mужчины   |    |
| 15 | Стандартный пистолет, 25 м      | Mужчины   |    |
| 16 | Пневматический пистолет, 10 м   | Mужчины   | ✔  |
| 17 | Пистолет, 25 м                  | Женщины   | ✔  |
| 18 | Пневматический пистолет, 10 м   | Женщины   | ✔  |

### Стенд
| №  | Название            | Муж./Жен. | ОИ |
| -- | ------------------- | --------- | -- |
| 19 | Трап                | Mужчины   | ✔  |
| 20 | Автоматический трап | Mужчины   |    |
| 21 | Дубль-трап          | Mужчины   | ✔  |
| 22 | Скит                | Mужчины   | ✔  |
| 23 | Трап                | Женщины   | ✔  |
| 24 | Автоматический трап | Женщины   |    |
| 25 | Дубль-трап          | Женщины   |    |
| 26 | Скит                | Женщины   | ✔  |

### Движущиеся мишени
| №  | Название                                | Муж./Жен. | ОИ |
| -- | --------------------------------------- | --------- | -- |
| 27 | Движущиеся мишени, 50 м                 | Mужчины   |    |
| 28 | Движущиеся комбинированные мишени, 50 м | Mужчины   |    |
| 29 | Движущиеся мишени, 10 м                 | Mужчины   |    |
| 30 | Движущиеся комбинированные мишени, 10 м | Mужчины   |    |
| 31 | Движущиеся мишени, 10 м                 | Женщины   |    |
| 32 | Движущиеся комбинированные мишени, 10 м | Женщины   |    |

## Структура федерации
Международная федерация спортивной стрельбы состоит из президента, вице-президента, генерального секретаря, Генеральной ассамблеи, Административного совета, технического и секционного комитета.
Высшим органом является Генеральная ассамблея, созываемая каждые два года, обычно в месте и во время проведения Олимпийских игр и чемпионатов мира, либо в месте, выбранном большинством голосов её членов. На Генеральной ассамблее проводятся выборы в состав руководящих и технических органов федерации.
В период между конгрессами ассамблеи руководство деятельностью федерации осуществляет Административный совет, собирающийся ежегодно.
Штаб-квартира федерации располагается по месту жительства генерального секретаря (в настоящее время — в Германии в городе Мюнхен).

### Президенты
| №. | Период    | Имя                                                                 | Страна    |
| -- | --------- | ------------------------------------------------------------------- | --------- |
| 1  | 1907—1925 | Пьер Франсуа Даниэль Мериллон (фр. Pierre François Daniel Merillon) | Франция   |
| 2  | 1927—1947 | Жан Карно (фр. Jean Carnot)                                         | Франция   |
| 3  | 1947—1960 | Эрик Карлсон (швед. Erik Carlsson)                                  | Швеция    |
| 4  | 1960—1976 | Курт Хаслер (нем. Kurt Hasler)                                      | Швейцария |
| 5  | 1976—1980 | Георгис Вихос (англ. Georges Vichos)                                | Греция    |
| 6  | 1980—2018 | Олигарио Васкес Ранья (исп. Olegario Vázquez Raña)                  | Мексика   |
| 7  | 2018—2022 | Владимир Лисин (рус. Владимир Лисин)                                | Россия    |
| 8  | 2022 —    | Лучано Росси (итал. Luciano Rossi)                                  | Италия    |

### Континентальные федерации
В Международную федерацию спортивной стрельбы входят 145 национальных федераций, разделенных на пять континентальных:
| Название                                                       | Штаб-квартира     | Количество нац. федераций | Офиц. сайт                                                                         |
| -------------------------------------------------------------- | ----------------- | ------------------------- | ---------------------------------------------------------------------------------- |
| Африканская конфедерация стрелкового спорта (ASSF)             | Каир ( Египет)    | 15                        | http://www.geocities.com/africanshooting/ (недоступная+ссылка)                     |
| Американская конфедерация стрелкового спорта (SCA)             | Мехико ( Мексика) | 35                        | —                                                                                  |
| Азиатская конфедерация стрелкового спорта (ASC)                | Хавалли ( Кувейт) | 40                        | https://web.archive.org/web/20071204053435/http://www.asia-shooting.org/index.html |
| Европейская конфедерация стрелкового спорта (ESC)              | Москва ( Россия)  | 49                        | http://www.esc-shooting.org/                                                       |
| Конфедерация стрелкового спорта Южной зоны Тихого океана (OSF) | —                 | 6                         | —                                                                                  |

### Национальные федерации
| Африка (ASSF) | Америка (SCA) | Азия (ASC) | Европа (ESC) | Австралия и Океания (OSF)                                                  |
| --- | --- | --- | --- | -------------------------------------------------------------------------- |
| Алжир · Ангола · Египет · Зимбабве · Кения · Ливия · Мавритания · Марокко · Намибия · Нигерия · Сенегал · Судан · Тунис · Уганда · ЮАР | Виргинские Острова (США) · Антигуа и Барбуда · Аргентина () · Аруба · Барбадос · Белиз · Бермуды · Боливия · Бразилия · Венесуэла () · Гайана · Гватемала · Гондурас · Доминиканская Республика () · Острова Кайман · Канада · Колумбия () · Коста-Рика · Куба · Мексика () · Нидерландские Антильские острова · Никарагуа · Панама · Парагвай · Перу · Пуэрто-Рико · Сальвадор () · Сент-Люсия · Суринам · США () · Тринидад и Тобаго · Уругвай · Чили ( и ) · Эквадор · Ямайка · | Макао · Бангладеш · Бахрейн · Бруней · Бутан · Вьетнам · Гонконг · Иордания · Индия · Индонезия · Ирак · Иран · Казахстан · Катар · Кыргызстан · Китайский Тайбэй · КНДР · Китай · Лаос · Ливан · Малайзия · Мальдивы · Монголия · Мьянма · Непал · ОАЭ · Оман · Пакистан · Республика Корея · Саудовская Аравия · Сингапур · Сирия · Таджикистан · Таиланд · Туркменистан · Узбекистан · Филиппины · Шри-Ланка · Япония · | Австрия · Азербайджан · Албания · Андорра · Армения · Бельгия · Беларусь · Болгария · Босния и Герцеговина · Великобритания · Венгрия · Дания · Германия · Греция · Грузия · Израиль · Ирландия · Исландия · Испания () · Италия · Кипр · Латвия · Литва · Лихтенштейн · Люксембург · Северная Македония · Мальта · Молдова · Монако · Нидерланды · Норвегия · Польша · Португалия · Россия · Румыния · Сан-Марино · Сербия · Словакия · Словения · Турция · Украина · Финляндия · Франция · Хорватия · Черногория · Чехия · Швейцария · Швеция · Эстония | Австралия · Новая Зеландия · Папуа — Новая Гвинея · Самоа · Тувалу · Фиджи |